# فرانك فوستر (سياسي)
فرانك فوستر (بالإنجليزية: Frank Foster)‏ هو سياسي أمريكي، ولد في 31 يوليو 1986 في ألانسون في الولايات المتحدة. حزبياً، نشط في الحزب الجمهوري. وقد انتخب عضو مجلس نواب ميشيغان ‏.